# Jeff Bower
Jeff Bower (Hollidaysburg, 26 aprile 1961) è un allenatore di pallacanestro e dirigente sportivo statunitense, professionista nella NBA.